# Matt Haig
Matt Haig (Sheffield, 3 luglio 1975) è uno scrittore e giornalista inglese.

## Biografia
Collaboratore dei più importanti giornali del Regno Unito (The Guardian, The Sunday Times, The Independent, The Sydney Morning Herald e The Face).
Haig ha esordito nel campo della letteratura nel 2005 con The last family in England (in Italia pubblicato con il titolo Il patto dei labrador). Il libro che parla delle vicende di una famiglia raccontate dal punto di vista del labrador di casa e una reinterpretazione in chiave moderna dell'Enrico IV di Shakespeare ed è stato un best seller in Gran Bretagna e negli Stati Uniti (dove però è stato pubblicato con il titolo modificato in The Labrador Pact).
Nel 2007 esce Dead Fathers Club (Il club dei padri estinti), che invece riprende l'Amleto: il protagonista, un bambino di undici anni, incontra il fantasma del padre morto in un incidente automobilistico e quest'ultimo gli chiede di uccidere lo zio che considera responsabile della sua morte. Il libro è uscito anche in Italia ed ha ricevuto un'entusiastica recensione sul Corriere della Sera, firmata da Paolo Giordano.
L'anno dopo dà alle stampe The Possession of Mr. Cave (La proprietà di Mr. Cave), che invece narra il rapporto ossessivo fra un padre e sua figlia.
Sempre nel 2007, Matt Haig esordisce nel mondo della letteratura fantasy con La foresta d'ombra (Shadow Forest), grazie al quale vince il Nestlè Children Book Prize.

## Opere

### Romanzi
- 2004 - The Last Family in England, 2004, (titolo americano The Labrador Pact), Il patto dei Labrador, trad. di Paola Novarese, Torino, Einaudi,  2009
- 2006 - The Dead Fathers Club, Il club dei padri estinti, trad. di Paola Novarese, Torino, Einaudi, 2008
- 2008 - The Possession of Mr Cave, La possessione di Mr Cave, trad. di Paola Novarese, Edizioni E/O, 2021
- 2010 - The Radley, La famiglia Radley, trad. di Paola Novarese, Torino, Einaudi, 2010
- 2013 - The Humans, Gli umani, trad. di Carla Palmieri, Torino, Einaudi, 2013
- 2017 - How to Stop Time, Come fermare il tempo, trad. Silvia Castoldi, Roma, Edizioni E/O,  2018
- 2020 - The Midnight Library, La Biblioteca di Mezzanotte, trad. di Paola Novarese, Edizioni E/O, 2020

### Libri per bambini
- 2007 - Shadow Forest, La foresta d'ombra, trad. di Lucia Fochi, Novara, De Agostini, 2007
- 2008 - Runaway Troll
- 2013 - To Be A Cat, Essere un gatto, trad. di Dida Paggi, illustrazioni di Pete Williamson, Milano, Salani, 2015
- 2014 - Echo Boy
- 2015 - A Boy Called Christmas, Un bambino chiamato Natale, trad. di Valentina Daniele, illustrazioni di Chris Mould, Milano, Salani, 2016
- 2016 - The Girl Who Saved Christmas, La bambina che salvò il Natale, trad. di Valentina Daniele, illustrazioni di Chris Mould, Milano, Salani, 2017
- 2017 - Father Christmas and Me, Io e Babbo Natale, trad. di Alessandro Storti, illustrazioni di Chris Muold, Milano, Salani, 2020
- 2019 - The Truth Pixie
- 2019 - Evie and the Animals
- 2019 - The Truth Pixie Goes to School
- 2020 - Evie in the Jungle

### Altri libri
- 2002 - How Come You Don't Have An E-Strategy
- 2003 - Brand Failures
- 2004 - Brand Royalty
- 2011 - Brand Success
- 2015 - Reasons to stay alive, Ragioni per continuare a vivere, trad. di Elisa Banfi, Milano, Ponte alle Grazie, 2015
- 2018 - Notes on a Nervous Planet, Vita su un pianeta nervoso, trad. di Silvia Castoldi, Roma, Edizioni E/O, 2019
- 2021 - The Comfort Book, Parole di conforto, trad. di Elisa Banfi, Roma, Edizioni e/o, 2021